# Chùa Đọi Sơn
Chùa Đọi Sơn là một ngôi chùa cổ từ thời Lý, đã được xếp hạng Di tích quốc gia đặc biệt tại Việt Nam. Chùa Đọi Sơn còn giữ được nhiều hiện vật có giá trị đặc biệt như: Bia Sùng Thiện Diên Linh và bộ tượng Kim Cương đã được Thủ tướng Chính phủ ký Quyết định công nhận là Bảo vật quốc gia.
Chùa nằm trên đỉnh núi Đọi, hiện nay thuộc địa phận phường Tiên Sơn, tỉnh Ninh Bình. Chùa cách trung tâm tỉnh Ninh Bình 42 km về phía bắc, cách thủ đô Hà Nội 50 km về phía nam.

## Khái quát
Nguyên tên chữ của chùa là Sùng Thiện Diên Linh Tự, được xây dựng từ đời vua Lý Thánh Tông, nằm trên đỉnh núi Đọi, với độ cao 79m so với mặt nước biển. Ban đầu, chùa chỉ được xây dựng với quy mô nhỏ. Đến năm 1118, đời vua Lý Nhân Tông, chùa được xây dựng bề thế, với tháp Sùng Thiện Diên Linh đã được xây dựng với ý nghĩa cầu thiện.
Quần thể di tích Long Đọi Sơn có khuôn viên xây dựng rộng tới 10.000m2. Tương truyền, dưới thời Lý chùa mang tên là Long Đội Sơn, đến thời Hậu Lê đổi tên là Đọi Sơn. Mặt bằng chùa rất rộng, lưng tựa vào núi Điệp với ba dòng sông uốn khúc bao quanh. Ngôi chùa hiện chùa còn giữ được nhiều di vật quý như: tượng Phật Di Lặc bằng đồng ở chính điện; 6 pho tượng Kim Cang Hộ pháp bằng đá, đặt trên đế đá chạm rồng, hình chạm khắc và hoa văn trang trí trên bia mang đậm phong cách thời Lý; 4 pho tượng hình người có cánh. Quanh chân núi có 9 giếng nước tự nhiên mà dân gian gọi là chín mắt rồng. Từ trên đỉnh núi phóng tầm mắt ra bốn phía, khung cảnh khoáng đạt, nên thơ, có cánh đồng lúa, bãi ngô, ruộng khoai mượt mà, tươi xanh, chân núi có sông Châu Giang quanh co lượn khúc như dải lụa đào uốn quanh.
Chùa Đọi thời Lý xếp hạng là “Đại danh lam” kiêm hành cung, thời Pháp từng được liệt vào hạng các cổ tích danh thắng để bảo vệ. Nét đặc biệt nhất của quần thể di tích chùa Đọi Sơn phải kể đến là ngôi chùa và cây tháp Sùng Thiện Diên Linh được vua Lý Nhân Tông xây dựng năm Hội Tường Đại Khánh thứ 9 (1118), khởi công vào tháng 5 đến mùa thu Thiên Phù Duệ Vũ thứ 2 (1121) thì được hoàn thành. Tháng 3 năm Nhâm Dần (1122) nhà vua mở hội khánh thành chùa tháp. Toàn bộ công trình kiến trúc quý báu đó đã bị quân xâm lược nhà Minh phá hủy. May mắn còn sót lại tấm bia Sùng Thiện Diên Linh và 6 pho tượng Kim Cang Hộ pháp, tượng thần Kinaras. Ngôi chùa cũng đã từng trải qua rất nhiều lần tu bổ vào các triều Hậu Lê, Mạc, Nguyễn. Lần tu bổ lớn nhất là vào thời Nguyễn, quy mô chùa trên 100 gian lớn, nhỏ, thiết kế kiểu nội công ngoại quốc. Ngôi chùa được xây dựng trên đỉnh núi. Ngay cổng chính trước tòa tam bảo là nhà bia để tấm bia Sùng Thiện Diên Linh - ấn tích Phật giáo huy hoàng thời Lý, đã được công nhận là Bảo vật quốc gia. Bia do đích thân vua Lý Nhân Tông chỉ đạo tạo tác và sai Thượng thư Bộ hình Nguyễn Công Bật soạn văn bia, viết chữ để khắc là Thượng thư Bộ công Lý Bảo Cung. Bia được khắc chữ cả hai mặt. Mặt trước khắc chữ Hán, nội dung ca ngợi công lao tài trí của vua Lý Nhân Tông và Thái úy Lý Thường Kiệt trong việc xây dựng, kiến thiết và đánh giặc giữ nước, phản ánh triết lý duyên khởi của Phật giáo, tình hình Phật giáo thời Lý… Mặt sau bia ghi việc tu sửa chùa vào thời vua thứ 5 nhà Mạc, việc Thái hậu Ỷ Lan cúng vào chùa 72 mẫu ruộng làm ruộng đèn nhang và khắc bài thơ Đường luật của vua Lê Thánh Tông làm vào năm Quang Thuận thứ 8 (1467) nhân dịp nhà vua đi bái yết sơn lăng lên thăm chùa. Sau nhà bia là tòa Tam bảo, rồi đến chùa chính gồm 6 gian. Chùa hiện còn bảo lưu nhiều di vật quý mang đậm giá trị văn hóa truyền thống như: tượng Di Lặc bằng đồng, 6 pho tượng kim cương, tượng đầu người mình chim Kinari, nhiều mảng chạm trang trí bằng đất nung, gạch hoa văn thời Lý, đặc biệt là tấm bia Sùng Thiện Diên Linh…
Hàng năm, chùa tổ chức lễ hội vào các ngày 17-21 tháng 3 âm lịch. Đây là một trong những lễ hội truyền thống lớn nhất trong phạm vi tỉnh Hà Nam.

## Văn bia Sùng Thiện Diên Linh

Văn bia Sùng Thiện Diên Linh

Đây là tấm bia của tháp Sùng Thiện Diên Linh thời Lý được tạo tác năm 1121. Bia là hiện vật độc bản, có kích thước lớn nhất thời Lý. Bia còn khá nguyên vẹn về hình dạng, chạm khắc. Hình thức bia độc đáo bởi toàn hai phần trang trí:
- Thứ nhất: trán bia, diềm bia, sườn bia đều thống nhất chạm hình rồng thời Lý theo bố cục đối xứng chầu lá đề, uốn lượn theo dáng hình lá đề, lượn tròn trong hình thoi… ở dưới chân bia chạm hình sóng nước.
- Thứ hai: đế bia chạm hai đôi rồng cuộn xoắn vào nhau. Bệ bia kiểu này thì chỉ có ở tháp Chương Sơn thời Lý, nhưng bia Chương Sơn đã bị mất, còn đế bia thì không rõ còn hay không. Do vậy, hình thức đế bia như thế này chỉ thấy duy nhất ở bia Sùng Thiện Diên Linh.

Bia tháp Sùng Thiện Diên Linh có nhiều giá trị lớn cho việc nghiên cứu lịch sử, văn hóa thời Lý.

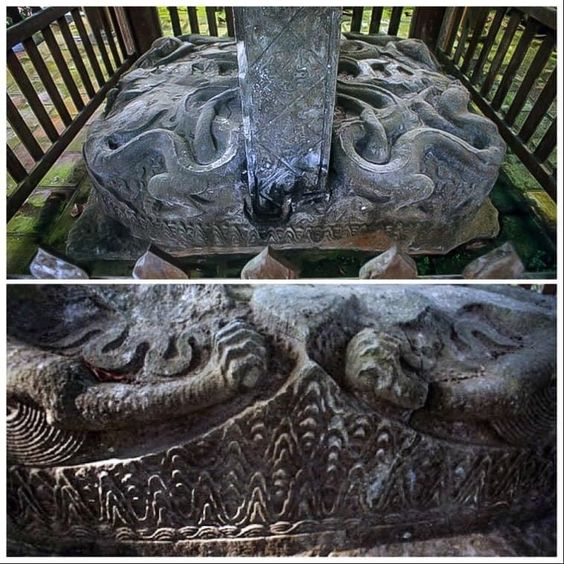
Phần đế bia Sùng Thiện Diên Linh

Toàn bộ bia là một tác phẩm nghệ thuật điêu khắc hoàn hảo, phản ánh mỹ thuật và kỹ thuật thời Lý đạt đến đỉnh cao rực rỡ. Bài minh trên bia phản ánh văn chương thời Lý với lối văn biền ngẫu cầu kỳ, phức tạp, mang đặc trưng của văn chương thời Lý. Nội dung minh văn phản ánh các đức tính cao cả, tốt đẹp của vua Lý Nhân Tông, phản ánh tinh thần sùng Phật của Đại Việt thời Lý, phản ánh một nghi lễ và lễ hội đặc sắc của thời Lý. Đây cũng là văn bản gốc duy nhất còn lại của thời Lý trong đó có nói đôi chút về Kinh đô Thăng Long như Đoan Môn, Cấm Thành, chùa Một Cột. Minh văn bia còn trực tiếp miêu tả tháp Sùng Thiện Diên Linh thời Lý với nhiều chi tiết đặc sắc mà ngày nay ta không còn thấy được. Điều này giúp ích rất nhiều cho việc nghiên cứu tháp Lý, Phật giáo Lý …